# Kamaran Abdulla
Kamaran Abdulla (ook wel: Abdalla; Bagdad, 30 april 1959 – Amsterdam, 21 september 1993) was een Nederlands acteur van Iraakse afkomst. In Nederland verwierf hij bekendheid door zijn rol als Eddie Hammadi, het hulpje van Martine Hafkamp (Inge Ipenburg) in de serie Goede tijden, slechte tijden.

## Filmografie
- Alice (1986)
- Company (1986)
- A Little Night Music - Frid (1987)
- Beardsley (1987)
- Délire de Vie (1987)
- Savage in Limbo (1988)
- Theaterrestaurant De Suikerhof (1988)
- Geboren Vrienden (1989)
- Goede tijden, slechte tijden - Eddie Hammadi (1990, 1991, 1992, 1993)
- Backstage (1991)
- Oppassen!!! - vuilnisman Ali (afl. Hoog bezoek, 1991)
- Fear and Desire - prof. Hassan Uleidi (1992)
- The Best Thing In Life (1992)
- Dagboek van een zwakke yogi - Derek van Romondt (1993)
- Het Zonnetje in Huis - ambulancebroeder (afl. Het Testament, 1994)